# Felipe Montes
Pour les articles homonymes, voir Montès.
Felipe Montes (Monterrey, Mexique, 1961) est un écrivain latino-américain.

## Biographie
La relation entre Montes et sa ville natale est essentielle pour comprendre son œuvre littéraire. Son père, peintre, historien et antiquaire, et sa mère qui écrivait très souvent des poésies, appartenaient à une famille avec beaucoup de traditions de Monterrey. Son grand-père Eugenio Espino Barros Rebouche, était photographe officiel de la Fonderie de fer et d’acier de Monterrey, et a pris en photo, toute sa vie durant, des milliers de scènes de la ville pendant la première moitié du XXe siècle. Ces personnes ont aussi influencé l’œuvre littéraire de l’auteur. À l’âge de 5 ans, Montes écrit un poème intitulé Mariposa (Papillon), qu’il donne à sa mère. À 6 ans il écrit une histoire courte intitulée « niño perdido » (l’enfant perdu) que conserva sa maîtresse Alicia Benavides. Au sujet de l’histoire, l’auteur déclare « toute ma littérature est une recherche pour cet enfant perdu ».
Pendant son enfance et son adolescence, période où  il habite dans les quartiers traditionnels du Mirador et de Maria Luisa, à Monterrey, il passe son temps à lire et à marcher dans les rues de la ville et à la campagne.  À 13 ans il quitte sa maison d’enfance avec sa famille et commence son adolescence dans une nouvelle maison. Ce changement soudain le remplit de mélancolie. Pendant cette même période un professeur remplaçant, le professeur Rigoberto, vient dans sa classe pour présenter les œuvres d’Edgar Allan Poe et de Ray Bradbury.  Montes est fasciné par « cette courte et puissante littérature » et le soir après l’école il écrit six histoires courtes. Le résultat l’accable et un jour il se promet à lui-même qu’il créera une œuvre littéraire qui continent l’histoire de Monterrey commençant par ce jour-là jusqu’à la fin catastrophique de la ville. 
Quand il a 17 ans, son père meurt d’un cancer.  « Mon père s’enfonçait dans son lit : la maladie avançait, elle le rongeait. Mais la mort l’a emporté avant que la gangrène n’atteigne sa jambe. » Avec le soutien de sa mère et en vendant du fromage, du beurre et des biscuits porte à porte, il réussit à se payer le lycée et l’université. 
À 18 ans il double sa promesse : il écrira une œuvre sur Monterrey mais aussi sur les alentours de sa région depuis ses origines mythiques jusqu’à sa fin. En 1982 il se diplôme de l’enseignement supérieur. Son mémoire est une recherche sur les arbres natifs de cette région ; connaissance qui aura un impact sur ses œuvres.
De 1984 à 1986 son projet littéraire est catapulté grâce à son amitié avec le poète Rodrigo Garza Arreola qui l’introduit dans le monde de la poésie contemporaine. Il étudie la musique et s’engage dans un groupe de résistance en faveur de la protection de l’environnement et des associations de jeunes.  
De 1989 à 1993 dans l’impatience de vouloir « démêler certains mystères que l’esprit, le langage et les gens ont à offrir» il étudie, en troisième cycle universitaire, trois spécialités en même temps : psychologie cognitive, linguistique et développement organisationnel. 
Depuis 1988 il organise des ateliers littéraires, à l’université de l’ITESM, qui sont plein d’expériences esthétiques et de challenges sur la forme et la sémantique.

## Œuvre
D’après le journaliste Ricardo Harden Cooper, Felipe Montes « construit une seule œuvre générale dont l’univers littéraire condense les mythes et la vie quotidienne qui coexistent et qui s’entremêlent dans sa Monterrey natale et sa région », on dit  que l’œuvre de Montes est une, divisée en grands fragments qui peuvent constituer par eux-mêmes des œuvres mineures indépendantes. La totalité de ces grands fragments construisent Monterrey, nom de l’œuvre complète de Felipe Montes.
À propos de son œuvre littéraire il dit « il y a 10 ans je me suis promis de faire une œuvre sur Monterrey. D’abord j’ai pensé la faire imaginaire, après j’ai découvert qu’il y avait vraiment beaucoup de choses à raconter sur le passé et la réalité. À 18 ans j’ai commencé une collection de livres et de documents au sujet de la région avec l’intention de créer un tissu d’histoires sur la ville, un poème épique ».

### Style
Le style de Felipe Montes peut être décrit comme une prose narrative poétique. Dans chaque livre il utilise différents tons qui sont caractérisés par un grand recours aux métaphores, des descriptions extrêmement vives, une structure narrative linéaire et des changements d’atmosphères. 
Son style s’apparente à celui d’écrivains latino-américains tels que : Horacio Quiroga, Juan Rulfo, José Lezama Lima et Gabriel Garcia Marquez. Il a aussi des influences qui viennent de l’œuvre de Federico Garcia Lorca, César Vallejo, Vicente Huidobro, Bernardo Ortiz de Montellano, Xavier Villaurrutia, Rafael Alberti, Pablo Neruda et José Lezama Lima déjà mentionné.

### Quelques faits intéressants
Dans son œuvre littéraire il y a une forte présence des éléments naturels, particulièrement celle des arbres. Dans chaque arbre il y a des reflets, comme si c’était le fruit de la passion de l’auteur et des recherches qu’il a réalisées sur la flore régionale de Monterrey. En 1993 pour fêter le 50e anniversaire de l’ITESM, le prix Nobel Octavio Paz est invité à l’université pour la célébration et Montes est choisi pour le discours et pour l’accompagner tout au long de la journée. À l’improviste, dans une voiture, Montes prend le risque de lire à Octavio Paz un de ses poèmes ; un haïku intitulé Lluvia (Pluie), qui sera publié plus tard dans Casa Natal (maison natale). Paz devient pensif et sans quitter son regard de la vitre, répond simplement « Mr Montes, vous irez très loin. »  
Le romancier David Toscana, un bon ami de Montes, blague au sujet de cette histoire en disant : « on ne sera jamais si Paz  a voulu parler du chemin littéraire de Montes ou bien du chemin que prenait la voiture dans laquelle il se trouvait. »

## Publications
- 1996 Casa natal « Maison natale » (poésie). Édition El Reino.
- 1998 Catedrales « Cathédrales » (poésie). Vestigios.
- 2001 El Vigilante « Le gardien » (roman). Plaza & Janés.  (ISBN 9681104625)
- 2003 El Enrabiado « L’homme en colère » (roman). Mondadori.  (ISBN 9681106083)
- 2003 Sólido azul “Bleu Solide” (roman). CONARTE.  (ISBN 9685724113)
- 2008 El Evangelio del Niño Fidencio. “L’évangile selon l’enfant Fidencio” Édition Fábrica Literaria.  (ISBN 9786070007071)
- 2009 Dolores. « Dolores » (roman). Édition Acero.

(Dolores veut dire douleurs, mais étant un prénom ne se traduit pas.)